# Maria Kostyszak
Maria Jolanta Kostyszak – polska filozof, dr hab. nauk humanistycznych, profesor nadzwyczajny i dyrektor  Instytutu Filozofii Wydziału Nauk Społecznych Uniwersytetu Wrocławskiego.

## Życiorys
W latach 1977–1981 odbyła studia z filozofii, oraz filozofii angielskiej na Uniwersytecie Wrocławskim. Obroniła pracę doktorską, 20 stycznia 2012 habilitowała się na podstawie dorobku naukowego i pracy zatytułowanej Spór z językiem. Krytyka ontoteologii w pismach Nietzschego, Heideggera i Derridy. Otrzymała nominację profesorską.
Objęła funkcję profesora nadzwyczajnego, a także dyrektora w Instytucie Filozofii na Wydziale Nauk Społecznych Uniwersytetu Wrocławskiego.

## Publikacje
- 1993: Spinoza a Pascal - porównanie postaw filozoficznych[1]
- 1998: Istota techniki - głos Martina Heideggera[1]
- 2007: Ciało wyłowione z żywiołów - w myśli Martina Heideggera, Luce Irigaray i Jacquesa Derridy[1]
- 2007: Więcej niewiadomych wytrzymać w myśleniu. Dialogi Junga i Heideggera z Nietzschem[1]
- 2010: Spór z językiem. Krytyka ontoteologii w pismach Nietzschego, Heideggera i Derridy[1]